# مهرجان الحصاد الوطني

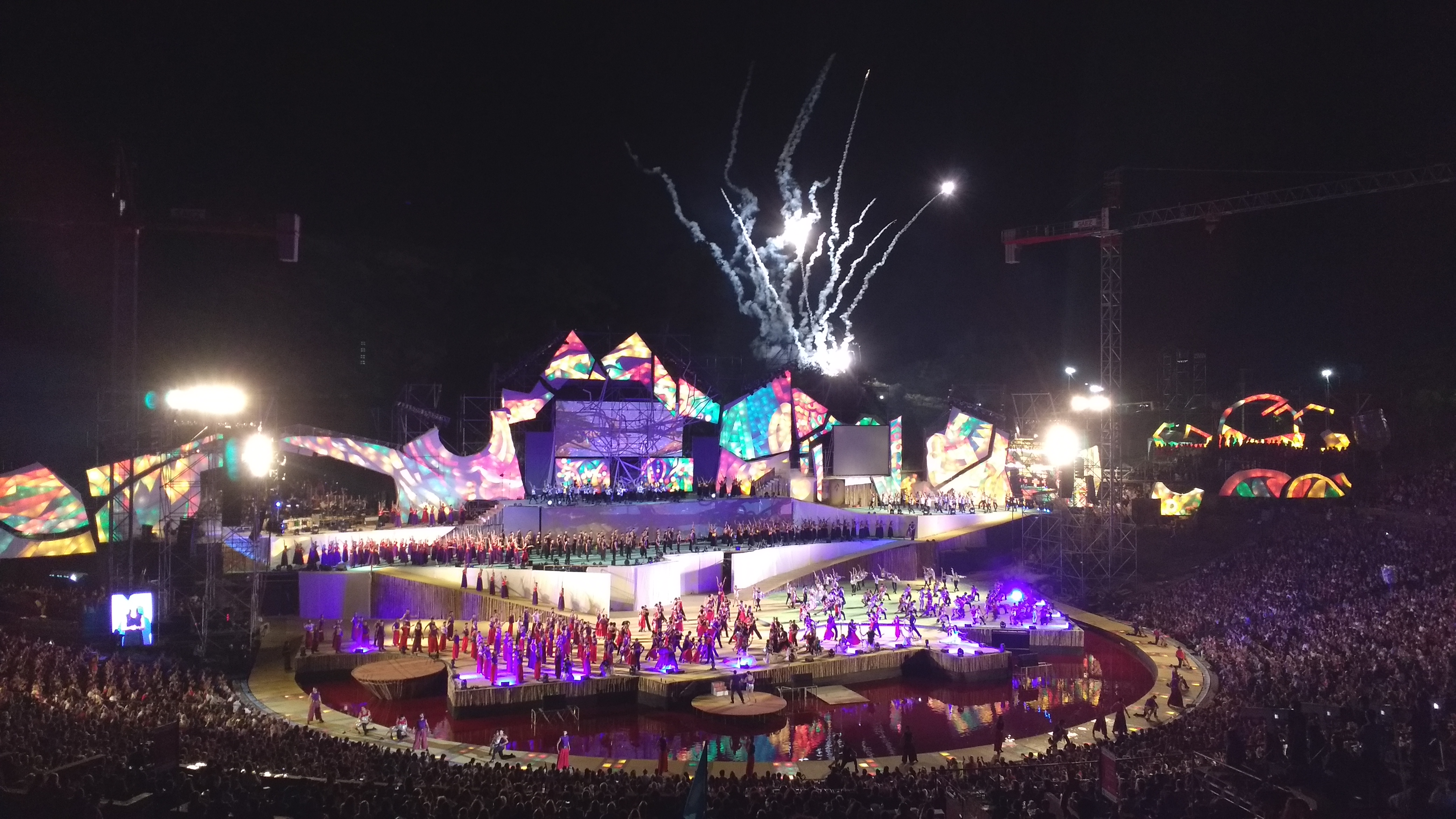

مهرجان حصاد العنب الوطني (بالأسبانية: Fiesta Nacional de la Vendimia) وهو مهرجان يقام سنوياً في مدينة مندوزا، الأرجنتين. وهو أحد أهم المهرجانات في البلاد، حيث يجذب أعداد كبيرة من السياح إلى المنطقة. وهو أحتفال بصناعة الخمر والنبيذ.
تحضر كل من الإدارات 18 في ميندوزا للمهرجان في الأشهر الأولى من السنة. الحدث الرئيسي يحدث في الأسبوع الأول من آذار / مارس في مدينة مندوزا ويضم المئات من الراقصات والفنانين، ويتم أختيار "Reina Nacional de la Vendimia" (ملكة حصاد العنب الوطني) وعرض مجموعة كبيرة من الألعاب النارية.

## التاريخ
كان أول أحتفال حصاد العنب في ميندوزا في القرن 17. وأول مهرجان حصاد العنب رسمي جرى في عام 1936.
وأحتل مهرجان حصاد العنب في مندوزا المرتبة رقم اثنين في أفضل 10 مهرجانات حصاد لناشيونال جيوغرافيك بعد احتفالات عيد الشكر في مزارع بليموث، ماساتشوستس.

## الإدارات
كل من إدارات ميندوزا الممثلة في المهرجان:
| - مندوزا - الفير - غودوي كروز - غوايمالين - جونين - لا باز - لاس هيراس - لافالي - وخان دي كويو | *مالارغوي - مايبو - ريفادافيا - سان كارلوس - سان مارتين - سان رافائيل - سان روزا - تونوايان - توبونغاتو |

## برنامج الأحداث

### نعمة الفاكهة
نعمة الفاكهة يقام في يوم الأحد الأخير من شهر شباط / فبراير.

### طريق الملكات الأبيض
في مساء يوم الجمعة الأول من مارس / آذار، يتم عرض أجمل النساء المنتخبات كملكات من كل قسم في موكب عربات في شوارع مدينة مندوزا يرتدين ملابس صممت للأحتفال بتقليد صناعة النبيذ. من المعروف بأن هذا الحدث يجذب أكثر من 200.000 متفرج.

### كاروسيل فينديمال
كاروسيل فينديمال يقام في صباح يوم السبت، ويأخذ شكل موكب نهاري، حيث تقوم الملكات بركوب العربات في الشوارع، بصحبة تشكيلات من الرجال يرتدون ملابس الغاوتشو راكبين على الخيول، وتليها راقصات يمثلن مختلف محافظات الأرجنتين وغيرها من بلدان أمريكا اللاتينية. يجذب هذا العرض أيضاً أعداد كبيرة من المتفرجين.

### سنترال اكت
يقام "Acto Central" في يوم فرانك روميرو على المسرح اليوناني. وهو عبارة عن مشهد رائع من الأضواء والأصوات يضم أكثر من 100 فنان وراقص. ويتضمن الموسيقى الفولكلورية.
في خاتمة المهرجان يتم أنتخاب «ملكة الحصاد الوطني» وعرض كبير للألعاب النارية.

## وصلات خارجية
- (بالإسبانية) Vendimia Mendoza website

.